# Opistoclanis
Opistoclanis é um gênero de mariposa pertencente à família Sphingidae.